# 拟金蛤珠母贝
拟金蛤珠母贝（学名：Pinctada anomioides）是莺蛤科真珠蛤属的一种，
但WoRMS認為本物種其實是大珠母贝（ Pinctada maxima (Jameson, 1901)）的異名。

## 分佈
本物種見於中国海南省的新盈、陵水、黎安、樂會、排港、崖縣、臨高等地
。
常栖息在低潮线至潮下线浅水海域、以足丝附着于岩石或珊瑚礁。

## 外部連結
- 維基物種上的相關：拟金蛤珠母贝